# Château de Kergras
Le château de Kergras est un édifice à Saint-Servant, en France.

## Localisation
Le château est situé situé sur le territoire de la commune de Saint-Servant, au lieu-dit Kergras, au sud-est du centre-bourg, dans le département du Morbihan en région Bretagne.

## Description
Le château est isolé dans un site très vallonné, jardin en terrasse à l'est ; le long du chemin d'accès, vasque monolithe déposée. Élévation en moellons de granite avec encadrements de baies, chaînes d'angle, corniche et lucarne en pierre de taille. Partie centrale ancienne mais remaniée, de plan rectangulaire avec couloir central dallé desservant chaque pièce latérale par une porte plein cintre à cavet et desservant l'escalier postérieur en hors œuvre, escalier à vis sans jour, à marches monoxyles, menant à l'étage et au comble. Dans la tour d'escalier, bouche à feu orientée vers le nord-ouest, accessible sous l'escalier. Dans la pièce gauche, cheminée monumentale en granite ornée d'un blason lisse. Autre cheminée monumentale dans la pièce droite. L'élévation sud de cette partie a été refaite à la fin du XIXe siècle, en même temps que les agrandissements à l'est, au nord et à l'ouest. Escalier secondaire au sud-est, en vis à marches d'assemblage. Plafonds refaits au XIXe siècle.

## Historique
Mentionné en 1427 à Louis Guillart. En 1477 et 1481 à Jehan Guillart. En 1513, la maison, manoir et métairie du Gra est à Yvon Sede et Françoise Guillard sa femme, fille de Jehan Guillart. En 1536, le Gra est à Guillaume Ruault au droit de Magdeleine Jarnigon sa femme. Le manoir conserve une partie ancienne qui peut dater de la fin du XVe siècle, rhabillée et augmentée à la fin du XIXe siècle : ajout de deux ailes latérales. Les parties agricoles datent du XIXe siècle. Rénovation en cours en 1990.
Le château est inscrit à l'inventaire général du patrimoine culturel en 1990.